# Sinnar
Sinnar là một thành phố và là nơi đặt hội đồng đô thị (municipal council) của quận Nashik thuộc bang Maharashtra, Ấn Độ.

## Địa lý
Sinnar có vị trí 19°51′B 74°00′Đ / 19,85°B 74°Đ Nó có độ cao trung bình là 651 mét (2135 feet).

## Nhân khẩu
Theo điều tra dân số năm 2001 của Ấn Độ, Sinnar có dân số 31.727 người. Phái nam chiếm 52% tổng số dân và phái nữ chiếm 48%. Sinnar có tỷ lệ 71% biết đọc biết viết, cao hơn tỷ lệ trung bình toàn quốc là 59,5%: tỷ lệ cho phái nam là 77%, và tỷ lệ cho phái nữ là 64%. Tại Sinnar, 15% dân số nhỏ hơn 6 tuổi.